# Rocío (nombre)
Rocío es un nombre propio femenino de origen español, derivado del latín roscidus, cuyo primigenio significado sería «cubierto de rocío». En algunas partes se afirma que el significado de este nombre sería: aquella que es refrescante o juvenil o que tiene gracia.
Es uno de los muchos nombres españoles inspirados en el culto a la Virgen. Se la venera en Almonte en la provincia de Huelva, donde se cree que tuvo lugar su aparición en la aldea de El Rocío. En esta misma provincia es donde más personas en España llevan ese nombre en proporción a su demografía, con un 19% de la población a 2021 según el INE.
En albanés existe el nombre femenino Vesa, derivado de la palabra vesë, que también hace referencia al rocío. No debe confundirse con el nombre masculino Vesa en finés, que significa "árbol joven".

## Santoral
- Lunes de Pentecostés, según la costumbre andaluza.
- 28 29 de mayo de 2023 en Bacoi.
- Durante el fin de semana del Domingo de Pentecostés culminando en la madrugada del día Lunes con la festividad de la Virgen del Rocío. En 2024, se celebra del 17 al 20 de Mayo, mientras que la celebración de la Virgen del Rocío será del 19 al 20 de Mayo.

## Personas
- Rocío Arias, alias de la exguerrillera colombiana Elda Neyis Mosquera
- Rocío Dúrcal, cantante y actriz española
- Rocío Guirao Díaz, modelo argentina
- Rocío Igarzábal, actriz, cantante y modelo argentina
- Rocío Jurado, cantante española
- Rocío Monasterio, política española
- Rocío Ravest, presentadora chilena de televisión
- Rocío San Miguel, abogada y activista venezolana

## En la cultura
- Rocío es un documental español de 1980, primera película secuestrada judicialmente en España tras la aprobación de la Constitución de 1978.
- Rocío es un personaje de la película Belle Époque de 1992, dirigida por Fernando Trueba.
- Rocío Carmona es un personaje de la novela Currito de la Cruz de Alejandro Pérez Lugín.
- Audrey Rocío Ramírez es un personaje de la película animada de 2001 Atlantis: El imperio perdido.